# Direito à saúde

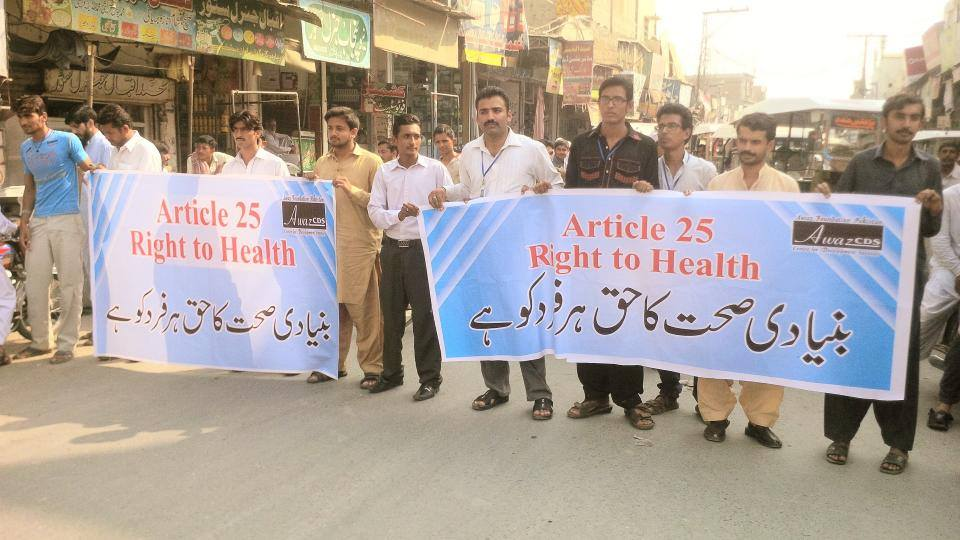
Manifestantes protestam pelo direito à saúde no Paquistão

O direito à saúde é o direito econômico, social e cultural a um padrão mínimo universal de saúde ao qual deve ser garantido para todos os indivíduos. O conceito de direito à saúde foi enumerado em acordos internacionais que incluem a Declaração Universal dos Direitos Humanos, o Pacto Internacional sobre Direitos Econômicos, Sociais e Culturais, e a Convenção sobre os Direitos das Pessoas com Deficiência. Há um debate sobre a interpretação e aplicação do direito à saúde devido a considerações como a forma como a saúde é definida, quais direitos mínimos estão incluídos em um direito à saúde e quais instituições são responsáveis por garantir o direito à saúde.
Países como Brasil e Portugal em sua constituição reconhecem o direito à saúde. O Sistema Único de Saúde no Brasil busca garantir o direito ao acesso a saúde embora ainda enfrente inúmeros desafios.

## Direito humano aos cuidados de saúde

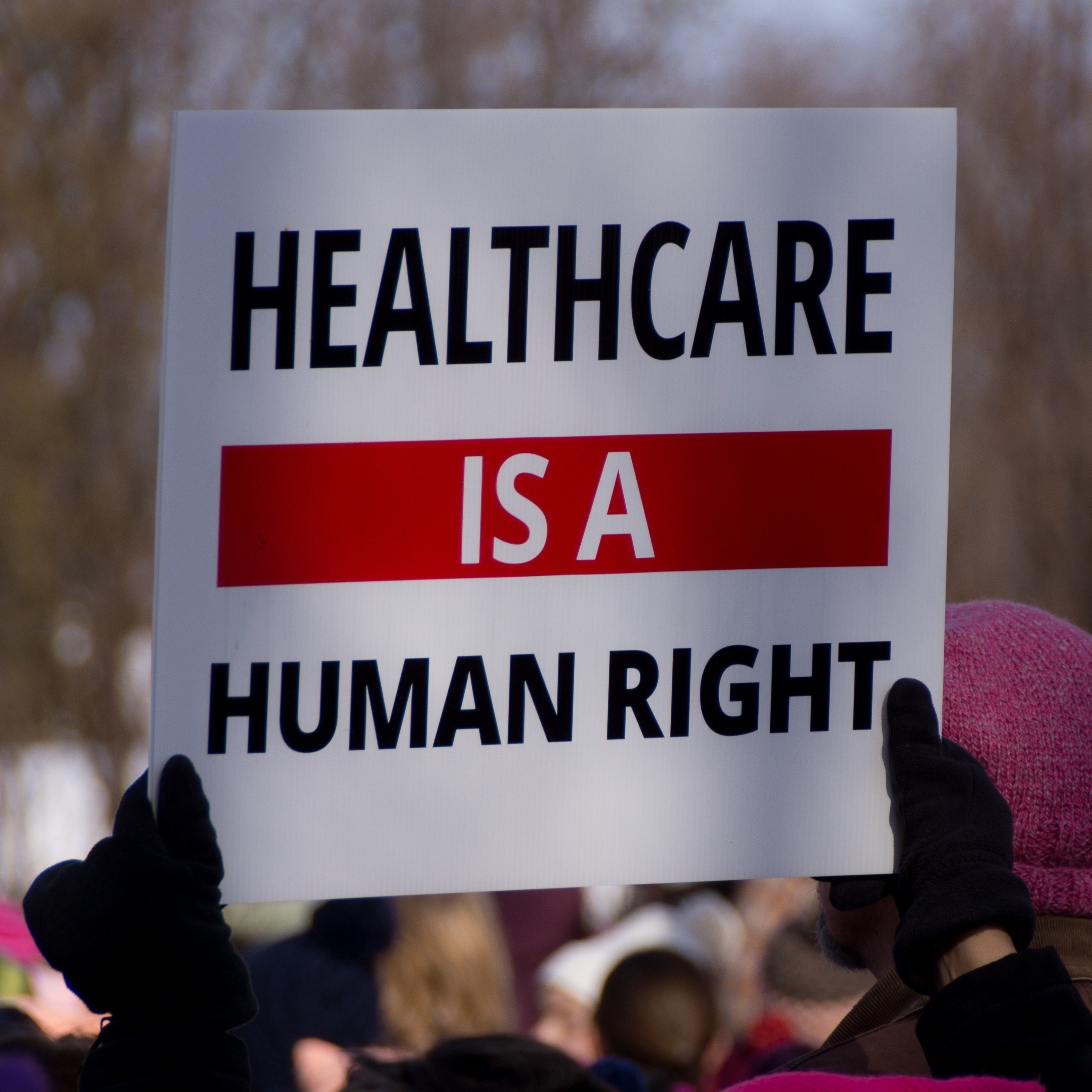
A saúde é um direito humano (Healthcare is a human right)

Há uma dificuldade evidente para a garantia do direito considerando a amplitude e complexidade da significação do termo saúde e a complexidade do direito à saúde que depende do equilíbrio entre a liberdade e a igualdade, considerando a necessidade de reconhecimento do direito do Estado ao desenvolvimento. Encontrar o meio de garantir efetivamente o direito à saúde é a tarefa que se impõe de modo ineludível aos atuais constituintes. Não é suficiente a declaração de que a saúde é um direito de todos; é indispensável que a Constituição de cada país  organize os poderes do Estado e a vida social de forma a garantir a cada indivíduo o seu direito. É função de todo profissional ligado à área da saúde contribuir para o debate sobre as formas possíveis de organização social e estatal que possibilitem a garantia do direito à saúde.
Uma forma alternativa de conceituar superficialmente o direito à saúde é "direito humano aos cuidados de saúde ". Notavelmente, isso abrange os direitos do paciente e do provedor na prestação de serviços de saúde. Os direitos do paciente na prestação de cuidados de saúde incluem: o direito à privacidade, informação, vida e cuidados de qualidade, bem como isenção de discriminação, tortura e tratamento cruel, desumano ou degradante.
Os direitos do fornecedor incluem: o direito a padrões de qualidade das condições de trabalho, o direito de se associar livremente e o direito de se recusar a realizar um procedimento com base em sua moral. Nos Estados Unidos, muito debate envolve a questão da "consciência do provedor", que retém o direito dos provedores de se absterem de realizar procedimentos que não correspondam com seu código moral, como o aborto.
O direito à saúde é um processo que permanece em construção enquanto houver indicadores sociais a explicitar iniquidades, injustiça social e quadros epidemiológicos não favoráveis Os instrumentos legais tem um importante papel na garantia dos direitos à saúde. Com a conscientização dos seus direitos os cidadãos recorrem aos instrumentos jurídicos para garantir seus direitos e a solicitação por medicamento é a demanda, incontestavelmente, mais solicitada pelos consumidores. Os estudos sobre direito em saúde tem aumentado o que indica uma relevância do tema.
Ver também
- Atenção primária à saúde
- Judicialização da saúde
- Saúde universal